# 제1차 과학기술발전 5개년 계획
1999년 초부터 과학기술발전 장기 계획 수립과 첨단기술 개발을 다시 강조하고 있다. 
1999년 3월 25일, 26일 평양 인민 문화 궁전에서 개최된 전국 과학자, 기술자대회에서 홍성남 총리는 축하문을 통해, 새로 수립된 제1차 과학기술발전 5개년 계획과 첨단과학기술발전 중심 과제들을 철저히 수행할 것을 강조하였다.

## 과학기술발전 중요과제 과정

### 생물학 과정
- 쌀, 옥수수 등의 우량품종 육종
- 이모작에 관한 연구
- 미생물 비료와 생물농약 개발 및 보급에 관한 연구
- 사료 소비가 적으면서도 생산성이 높은 가축들의 우량품종 개발
- 다량번식, 과학적 사양관리와 사료자원의 다양한 확보 및 가축 질병 예방
- 치료약제 개발과 양어기술 개발
- 버섯균주 개발과 재배기술 연구 과정 확립

### 전력 과정
- 현존 발전능력의 최대화와 발전소 건설 및 운영 정상화 확립
- 절전 기술 및 송전 손실 감소 기술 확립

### 석탄 과정
- 굴진과 갱 건설
- 채탄장 확대
- 현대적인 탄광 설비 도입
- 채탄 방법 도입 확립

### 금속 과정
- 철광생산 확대
- 마그네사이트 클링커 및 내화물의 품질 향상 확립
- 산소열법 용광로에 의한 용선 생산 확립
- 주체적인 제철 기술 발전

### 철도 과정
- 전기기관차 견인 전동기 품질 개선
- 현대적 전기 기관차 개발
- 수송조직과 지휘의 통합생산체계 확립

### 첨단과학기술 과정
- 전자 공학 확립
- 생물 공학 확립
- 열 공학 확립
- 신소재 기술 개발 확립

## 연구 성과 과정[2]

### 전자 공학 과정
- 1999년 - 주사전자현미경을 김일성종합대학에서 독자 개발하는데 성공을 거둠[3]
- 1999년 - 111호 마스크 제작소에서 광학식 패턴 발생기에서 사선 패턴 노광 기술을 확립하는데 성공을 거둠[4]
- 1999년 - 알루미늄 적층 CMOS를 개발하여 차후 마이크로컨트롤러 및 디램을 개발할 여건을 마련하게 되었음[5]
- 1999년 - 폴리이미드에 의한 2층 배선 절연막 형성 기술을 개발하여 특허를 냄[6]
- 1999년 - 음극 비산 식각법에 의한 알루미늄 2층 배선 제작 기술을 갖추었음[7]
- 2000년 - 16비트 마이크로컨트롤러 개발에 성공하고 여러개의 플래시 메모리와 디램을 개발하게 되었음[8]
- 2000년 - 조선중앙통신 12월 기사에서 130nm ASIC 제작 기술을 확보하였음을 성과 과정을 특종 보도하였음[9]
- 2001년 - PSG막의 재용융 평탄화법에 의한 알루미늄 배선 형성 기술을 개발하여 특허를 냄[10]
- 2002년 - 김교윤 박사 명의로 유제 포토 마스크 제작 기술 및 결함 수정 기술을 개발 하는데 성공함[11]

### 금속 과학 과정
- 1998년 1월 7일 - 성진제강련합기업소에서 대기흡입식 함탄 배소 구단광을 만들어 주체철 개발의 시초가 되었음[12]
- 1998년 3월 5일 - 금성뜨락또르공장에서 고질 주철 제조 기술을 확립하는데 성공을 거두었음[13]
- 1998년 5월 2일 - 유색금속설계사업소에서 수직 산화 상부 취입관 욕조 용련로 제작 기술을 갖추어 조업에 나섰음[14]
- 1999년 12월 11일 -황해제철련합기업소에서 평로 제강에서 유황 함량이 높은 용선의 정련 기술을 확립하는데 성공함[15]
- 1999년 12월 11일 - 황해제철련합기업소에서 산소열법 용광로를 개발하여 조업을 시작하게 되었음[16]
- 2001년 8월 1일 - 김책공업종합대학에서 복합환원 덕성 고품위 자철정광으로 환원철 제조 기술을 개발하는데 성공을 거둠[17]
- 2002년 9월 11일 - 천리마제강연합기업소에서 철강 슬러그로 점결제로 활용하여 삼화철로 개발하는데 성공을 거둠[18]

### 생명 공학 과정
- 1999년 10월 4일 - 국가 과학원 실험 생물학 연구소에서 항암 면역제를 려명 1호 주사약을 개발하는 데 성공을 거둠
- 2002년 - 국가 과학원 생명 공학 연구소에서 최초로 복제 토끼 5마리를 배양하여 출산하는데 성공을 거두게 됨
- 2002년 - 국가 과학원 생명 공학 연구소에서 두번째로 복제 새끼 쥐를 배양하여 출산하는데 성공을 거둠
- 2002년 10월 9일 - 큰 단백풀을 메기 먹이로 이용하는 기술을 확립하는데 성공을 거두었음

### 기계 공학 과정
- 2002년 11월 11일 - 전룡갑 박사가 구성 125-160 CNC 공작기계를 자체 개발하는 데 성공을 거둠[19]

### 화학 과정
- 1998년 8월 25일 - 순천화학연합기업소에서 초산 비닐 합성용 무연탄계 활성탄 촉매 기술을 개발하는데 성공을 거둠
- 1999년 9월 10일 - 신의주 화학섬유 공장에서 원색 스테이플 섬유를 제조 기술을 확립하는 데 성공을 거둠
- 1999년 10월 14일 - 서비스업 부문에 메탄 가스를 이용한 종합 이용 기술을 확립하는데 성공을 거둠
- 2002년 11월 19일 - 순천화학연합기업소에 산소-전열 카바이드로를 시험 가동하여 엄청난 성과를 거두고 있음

### 원자력 공학 과정
- 1998년 5월 30일 - 파키스탄 차갈 언덕에서 조선민주주의인민공화국 과학자들이 수직 갱도에서 사실상 첫 핵실험을 벌였고 대략 14KT의 위력이 나왔음을 알수가 있다.[20]

## 결과
결국 북한의 1차 과학기술발전 5개년 계획은 결국 성과적으로 끝나 결국 2003년에 결국 과학자 - 기술자 대회를 통하여 결국 2차 과학기술발전 5개년 계획을 더욱 촉진시키는 계기가 되었음을 알수가 있었다는 것이다. 